# Antipathes grayi
Antipathes grayi är en korallart som beskrevs av Louis Roule 1905. Antipathes grayi ingår i släktet Antipathes och familjen Antipathidae. Inga underarter finns listade i Catalogue of Life.